# Columbia University Press
Видавництво Колумбійського університету (англ. Columbia University Press) — наукове видавництво з головним осідком у Нью-Йорку. Засноване 1893 року. Одне з найпрестижніших наукових видавництв США. Підпорядковане Колумбійському університету.

## Короткий опис
Спеціалізується на публікації літератури в сфері гуманітарних наук, включаючи такі галузі, як літературознавство, культурологія, історія, соціологія, релігія та кінематограф. З 2004 року директором видавництва є Джеймс Д. Джордан. Відомі публікації: «The Columbia Encyclopedia», «The Columbia Granger's Index to Poetry» і «The Columbia Gazetteer of the World». Columbia University Press було першим американським університетським видавництвом, що почали публікацію в електронному форматі.